# 不動明王
不動明王（ふどうみょうおう、梵: अचलनाथ acalanātha）は、仏教の信仰対象であり、密教特有の尊格である明王の一尊。大日如来の化身とも言われる。また、五大明王の中心となる明王でもある。
真言宗をはじめ、天台宗、禅宗、日蓮宗等の日本仏教の諸派および修験道で幅広く信仰されている。大日如来、降三世明王、軍荼利明王、大威徳明王、金剛夜叉明王、金剛愛染明王らと共に祀られる。

## 概要
密教の根本尊である大日如来の化身であると見なされている。「お不動さん」の名で親しまれ、大日大聖不動明王（だいにちだいしょうふどうみょうおう）、無動明王、無動尊、不動尊などとも呼ばれる。アジアの仏教圏の中でも特に日本において根強い信仰を得ており、造像例も多い。真言宗では大日如来の脇侍として、天台宗では在家の本尊として置かれる事もある。縁日は毎月28日である。

## 真言・種子・三昧耶形

### 真言
不動明王の真言には以下のようなものがある。
一般には、不動真言の名で知られる、小咒（しょうしゅ）、一字咒（いちじしゅ）とも呼ばれる真言が用いられる。
「ノウマク サンマンダ バザラダン カン」
(namaḥ samantavajrānāṃ hāṃ)
（すべての諸金剛に礼拝する。ハーン。）
また、長い真言には、火界咒（かかいしゅ）と呼ばれる真言がある。
「ノウマク サラバタタギャテイビャク サラバボッケイビャク サラバタタラタ センダマカロシャダ ケンギャキギャキ サラバビギナン ウンタラタ カンマン」
(namaḥ sarvatathāgatebhyaḥ sarvamukhebhyaḥ sarvathā traṭ caṇḍamahāroṣaṇa khaṃ khāhi khāhi sarvavighanaṃ hūṃ traṭ hāṃ māṃ)
その中間に位置する、慈救咒（じくじゅ）と呼ばれる真言も知られる。
「ノウマク サンマンダ バザラダン センダ マカロシャダ ソワタヤ ウンタラタ カンマン」
(namaḥ samantavajrānāṃ caṇḍa-mahāroṣaṇa sphoṭaya hūṃ traṭ hāṃ māṃ. )
（すべての諸金剛に礼拝する。怒れる憤怒尊よ、砕破せよ。フーン、トラット、ハーン、マーン。）

### 種子
種子（種子字）はカン (हां、hāṃ)、あるいはカンマン (ह्म्मां、hmmāṃ)。

### 印相
- 不動根本印 - 右指を左指の上に交互に乗せていき、掌の内で十指を交叉させる。この状態で人差し指を立てて合わせて、親指で薬指の側を押さえる。
- 不動剣印

### 三昧耶形
三昧耶形は利剣（倶利伽羅剣）、あるいは羂索。

## 起源
梵名の「アチャラ」は「動かない」、「ナータ」は「守護者」を意味し、全体としては「揺るぎなき守護者」の意味である。
「不動」の尊名は、8世紀前半、菩提流志（ぼだいるし）が漢訳した「不空羂索神変真言経」巻9に「不動使者」として現れるのが最初である。『大日経』では大日如来の使者として「不動如来使」の名が見え、『大日経疏』では「不動明王」の語が使われている。大日如来の脇侍として置かれる事も多い。
密教では三輪身といって、一つの「ほとけ」が「自性輪身」（じしょうりんじん）、「正法輪身」（しょうぼうりんじん）、「教令輪身」（きょうりょうりんじん）という3つの姿で現れるとする。「自性輪身」（如来）は、宇宙の真理、悟りの境地そのものを体現した姿を指し、「正法輪身」（菩薩）は、宇宙の真理、悟りの境地をそのまま平易に説く姿を指す。これらに対し「教令輪身」は、仏法に従わない者を恐ろしげな姿で脅し教え諭し、仏法に敵対する事を力ずくで止めさせる、外道に進もうとする者はとらえて内道に戻すなど、極めて積極的な介入を行う姿である。不動明王は大日如来の教令輪身とされる。煩悩を抱える最も救い難い衆生をも力ずくで救うために、忿怒の姿をしている。
起源をヒンドゥー教のシヴァ神とする説がある。アチャラナータはヒンドゥー教ではシヴァ神の異名である。シヴァ神はその絶大なパワーから仏教にもさまざまな異名でとりこまれているが、シヴァ神をルーツとする仏で最強最大の存在が不動明王であるとされる。一方で不動明王シヴァ神起源説については明治時代の一部の学者が唱えたもので、まったくの誤りであり、造形上の共通点は後世の変貌によるものであり、本来の共通点は「山岳の主」という一点以外はほとんどなく、共通点という点ではヴィシュヌ神やヴァルナ神の方が相似点があるという指摘もある。

## 歴史
ヒンドゥー教の破壊と創造の神シヴァは仏教にとりこまれ密教経典とともに８世紀初頭にインドから中国に伝えられた。空海が唐から持ち帰った密教には五仏の教輪身たる五大明王があり、その中心が不動明王であり、平安時代を通じて鎮護国家、護国修法の本尊として用いられた。天台宗でも円仁が唐で不動明王に助けられ、円珍が比叡山にて修行中に黄不動を感得し、円珍の入唐を助けるなどして信仰が篤くなった。10世紀半ばには藤原純友の乱では天台僧の延昌が不動法を修し、平将門の乱には天台阿闍梨の尊意が延暦寺で不動安鎮法を修した。また平将門の乱には真言僧の寛朝が神護寺護摩堂本尊の不動明王を下向させて調伏祈祷を行い満願の日に乱が平定されたという。この不動明王が今の成田山新勝寺の不動明王だという。10世紀から11世紀後半の平安時代中期の摂関政治の時代には現世利益を求める貴族達の私的な息災法や増益法に用いられるようになり、怨霊や物の怪の調伏、治病の祈祷、安産祈願にまで不動明王が用いられた。また摂関時代から平安時代末期に起こった修験道でも不動明王は本尊として信仰され修験者は不動明王との一体化すべく修行に励んだ。中世には元寇の際に高野山南院の波切不動が筑前鹿島に移され外敵退散の祈祷が行われた。また浄土信仰と結びつき不動の慈救呪が往生を助け臨終正念を護る真言として用いられた。このように中世には浄土宗や修験者を介して不動明王は地蔵、観音と並ぶ庶民の仏へと変貌し不動信仰が庶民に普及していった。

## 像容
密教の明王像は多面多臂（複数の顔、腕も複対）の怪異な姿のものが多いが、不動明王は一面二臂で降魔の三鈷剣（魔を退散させると同時に人々の煩悩や因縁を断ち切る、片側中央の刃だけが一際長い三鈷杵）と羂索（けんさく / けんじゃく。悪を縛り上げ、また人々を縛り吊り上げてでも煩悩から救い出すための投げ縄のようなもの。一方の端には環、他方の端には独鈷杵の半分が付く）を持つのを基本としている（密教の図像集などには多臂の不動明王像も説かれ、後述のように日蓮は四臂の不動明王を感得しているが、立体像として造形されることはまれである）。剣は竜（倶利伽羅）が巻き付いている場合もあり、この事から「倶利伽羅剣」と呼ばれている。
また、その身体は基本的に醜い青黒い色で表現される像容が多い。頂は七髷か八葉蓮華、衣は赤土色、右牙を上に出し左牙を外側に出す、というのが一般的とされる。不動明王は多くの明王の中でも中心的な存在である。以下に典型的な像の形を示す。
- 東寺講堂像（坐像） - 空海（弘法大師）の創意に基づくという意味で「弘法大師様（よう）」と呼ばれる像容。両目を見開き、上唇で下唇を噛み、両牙を下方に出すのが特徴。後世多く作られた、天地眼（片目を半眼にする）・牙上下出（牙を片方は上、もう片方は下に出す）の不動明王とは図像的に異なっている。[19]
- 浪切不動（立像） - 高野山南院に伝わる、空海が唐から将来したと伝える像である。頭部を右下方に向け、右目を見開き、左目をすがめ、両牙を下に出す。空海が唐からの帰途、荒波に襲われた際にこの不動に祈ったところ波が去ったという伝説がある。[20]
- 黄不動（立像） - 園城寺に伝わる画像で、円珍感得像と伝える。両目を見開き、上唇で下唇を噛み、両牙を上方に出す。上半身裸形、体躯は筋骨隆々として肥満し、虚空を踏んで立つ。[21]

インドで起こり、中国を経て日本に伝わった不動明王であるが、インドや中国には、その造像の遺例は非常に少ない。日本では、密教の流行に従い、盛んに造像が行われた。
また、日蓮宗系各派の本尊（いわゆる十界曼荼羅）にも不動明王が書かれている為、日蓮宗でも不動明王を奉安する寺院が存在する。愛染明王と同様、空海によって伝えられた密教の尊格であることから、日蓮以来代々種子で書かれている。なお日蓮の曼荼羅における不動明王は生死即涅槃を表し、これに対し愛染明王は煩悩即菩提を表しているとされる。

## 眷属

### 不動三尊
| 龍湫周沢写『不動明王二童子像』（メトロポリタン美術館所蔵） |  | 龍湫周沢写『不動明王二童子像』（メトロポリタン美術館所蔵） |  | 龍湫周沢写『不動明王二童子像』（メトロポリタン美術館所蔵） |
| 龍湫周沢写『不動明王二童子像』（メトロポリタン美術館所蔵） |  |                                                            |  |                                                            |

不動明王は、八大童子と呼ばれる眷属を従えた形で造像される場合もある。ただし、実際には八大童子のうちの2名、矜羯羅童子と制吒迦童子を両脇に従えた三尊の形式で絵画や彫像に表されることが多い（不動明王二童子像または不動三尊像と言う）。三尊形式の場合、不動明王の右（向かって左）に制吒迦童子、左（向かって右）に矜羯羅童子を配置するのが普通である。矜羯羅童子は童顔で、合掌して一心に不動明王を見上げる姿に表されるものが多く、制吒迦童子は対照的に、金剛杵と金剛棒（いずれも武器）を手にしていたずら小僧のように表現されたものが多い。
八大童子の彫像の作例としては、高野山金剛峯寺不動堂に伝わった国宝の像がよく知られる。この他に三十六童子、四十八使者と呼ばれるものがある。
また東寺のように五大明王と呼ばれる主要な明王の中央に配されることも多い。

### 八大童子
- 慧光童子（えこうどうじ）[22]
- 慧喜童子（えきどうじ）[22]
- 阿耨達童子（あのくたどうじ）[22]
- 指徳童子（しとくどうじ）[22]
- 烏倶婆迦童子（うぐばかどうじ）[22]
- 清浄比丘（しょうじょうびく）[22]
- 矜羯羅童子（こんがらどうじ）[22][23]
- 制多迦童子（せいたかどうじ）[22][23]

### 三十六童子
1. 矜迦羅童子（こんがら）
2. 制吒迦童子（せいたか）
3. 不動恵童子（ふどうえ）
4. 光網勝童子（こうもうしょう）
5. 無垢光童子（むくこう）
6. 計子爾童子（けいしに）
7. 智慧幢童子（ちえどう）
8. 質多羅童子（しったら）
9. 召請光童子（ちょうしょうこう）
10. 不思議童子（ふしぎ）
11. 羅多羅童子（らたら）
12. 波羅波羅童子（はらはら）
13. 伊醯羅童子（いけいら）
14. 獅子光童子（ししこう）
15. 獅子慧童子（ししえ）
16. 阿婆羅底童子（あばらち）
17. 持堅婆童子（じけんば）
18. 利車毘童子（りしゃび）
19. 法挟護童子（ほうきょうご）
20. 因陀羅童子（いんだら）
21. 大光明童子（だいこうみょう）
22. 小光明童子（しょうこうみょう）
23. 仏守護童子（ぶっしゅご）
24. 法守護童子（ほうしゅご）
25. 僧守護童子（そうしゅご）
26. 金剛護童子（こんごうご）
27. 虚空護童子（こくうご）
28. 虚空蔵童子（こくうぞう）
29. 宝蔵護童子（ほうぞうご）
30. 吉祥妙童子（きっしょうみょう）
31. 戒光慧童子（かいこうえ）
32. 妙空蔵童子（みょうくうぞう）
33. 普香王童子（ふこうおう）
34. 善爾師童子（ぜんにし）
35. 波利迦童子（はりか）
36. 烏婆計童子（うばけい）

### 四十八使者
左方
1. 倶哩迦羅龍王
2. 健達藥叉王
3. 尸棄大梵王
4. 天五母夜叉王
5. 初禪若干大梵王
6. 二三四禪大明王
7. 三十三天各各天王
8. 阿迦尼多天王
9. 央倶將迦羅王
10. 修羅金縛王
11. 大鉢沙羅王
12. 拔苦婆多羅王
13. 多羅迦王
14. 牛頭密呪王
15. 光火炎摩王
16. 五天人散羅王
17. 神母大小諸王
18. 捶鐘迦羅大王（搥鐘迦羅大王とも音写する）
19. 迦毘羅修法王
20. 藥叉諸天王
21. 三界授天大王
22. 倶多遷化天王
23. 火羅諸天王
24. 皆攝持天王

右方
1. 金剛修羅王
2. 神王引攝大王
3. 二十八宿諸大王
4. 一切諸法受用王
5. 迦葉大呪大士王
6. 一一各有大士王
7. 護持諸法王
8. 吽發多羅王
9. 蘇小拔苦王
10. 急急大小神天王
11. 那縛迦羅王
12. 悉底地大士王
13. 神王眷屬大智王
14. 摩登迦羅天人王
15. 天地受用大明王
16. 諸神皆得大王
17. 一一東西南北王
18. 密呪受持王
19. 迦葉大王
20. 沙羅仙大神王
21. 莫呪大呪大明王
22. 會集神王
23. 太一徳王
24. 一切諸神王

## 経典・儀軌
- 『大日経』
- 『仁王経』

## 日本撰択の主な経典
『聖無動尊大威怒王秘密陀羅尼経』。
大日如来の大会で普賢菩薩と文殊菩薩が自己の功徳を述べ、文殊菩薩が自らの感得した不動明王について説明し、大日如来がそれを保証すると言う内容。
『聖不動経』
日本で成立した教典と考えられる。不動明王が大日如来の大会に現れ自身について説明するという内容。
『稽首聖無動尊祕密陀羅尼経』
『不動尊剣功徳の文』
『不動尊祈経』
『南無三十六童子』『南無八大童子』
共に『修験道行者勤行集』に収録されている。

## 日蓮宗の大曼荼羅御本尊、神札等における勧請
日蓮宗では、大曼荼羅御本尊に勧請され、題目「南無妙法蓮華経」の右側に種子「カーン」が大きく記載されるのが通例となっている。また日蓮宗寺院が檀信徒に配布する大黒天、烏蒭沙摩明王などの神札において、主神名の右側に種子「カーン」が記入される事例が多くみられる。

## 画像

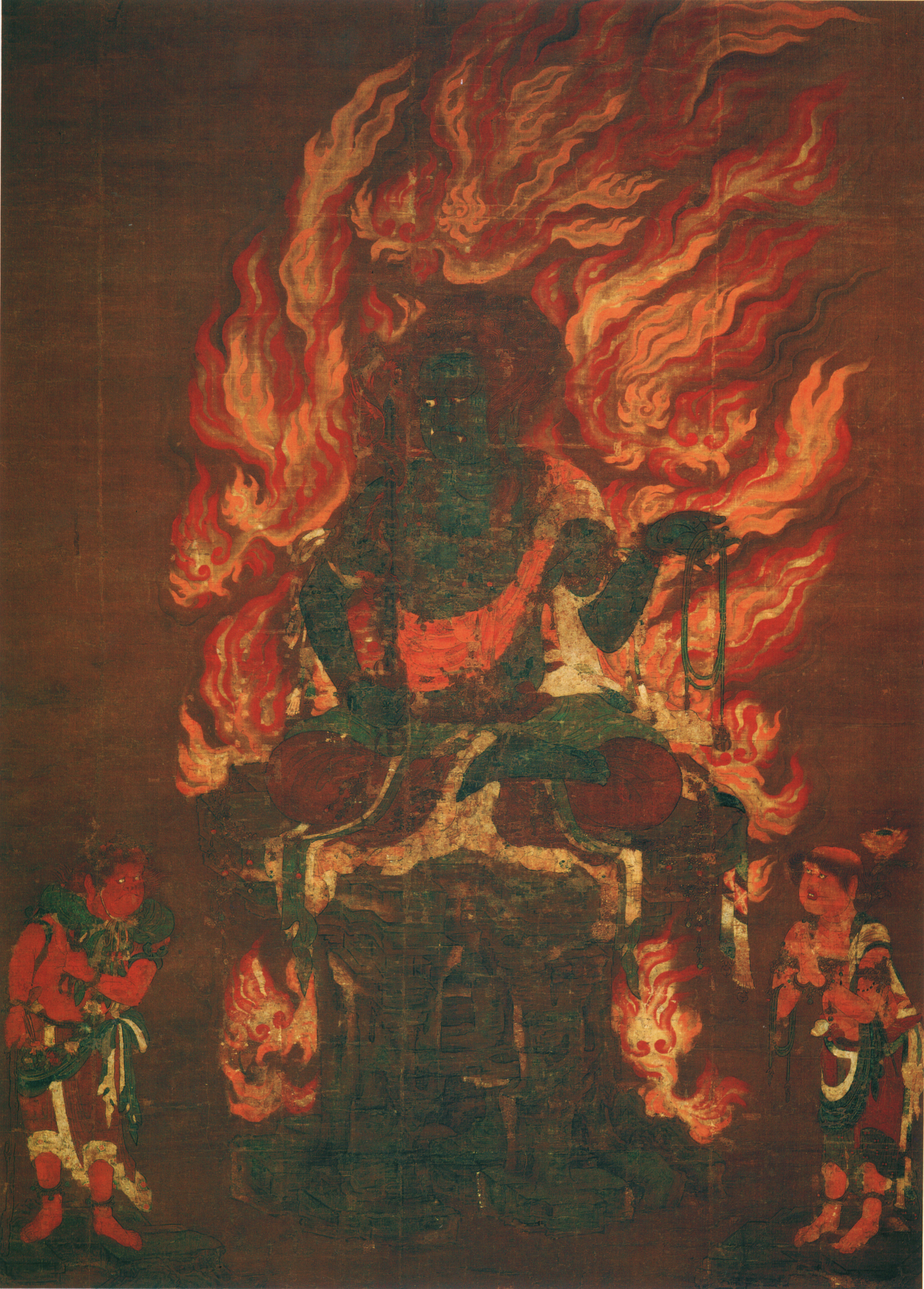
青不動・青蓮院蔵
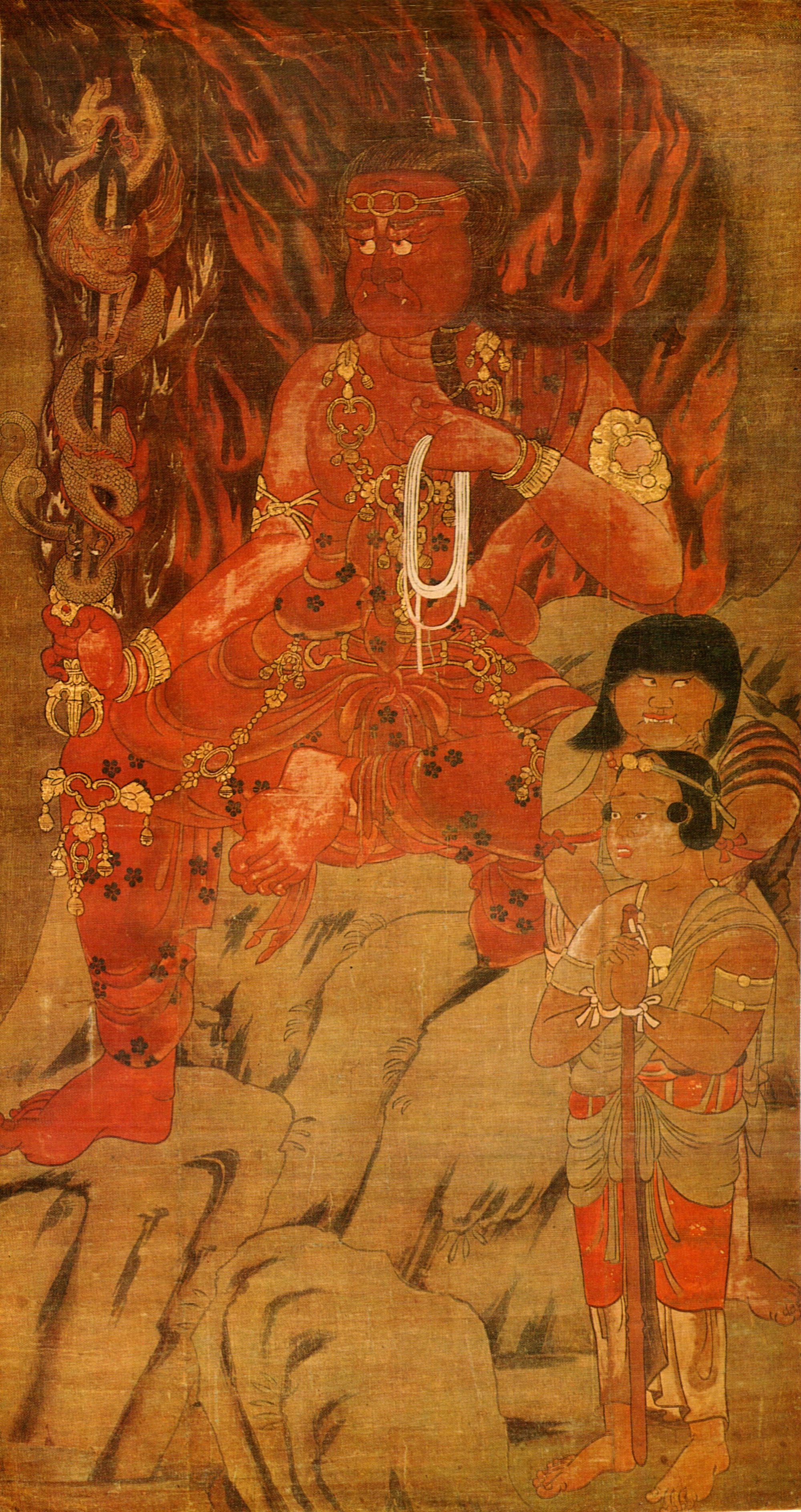
赤不動・高野山明王院蔵
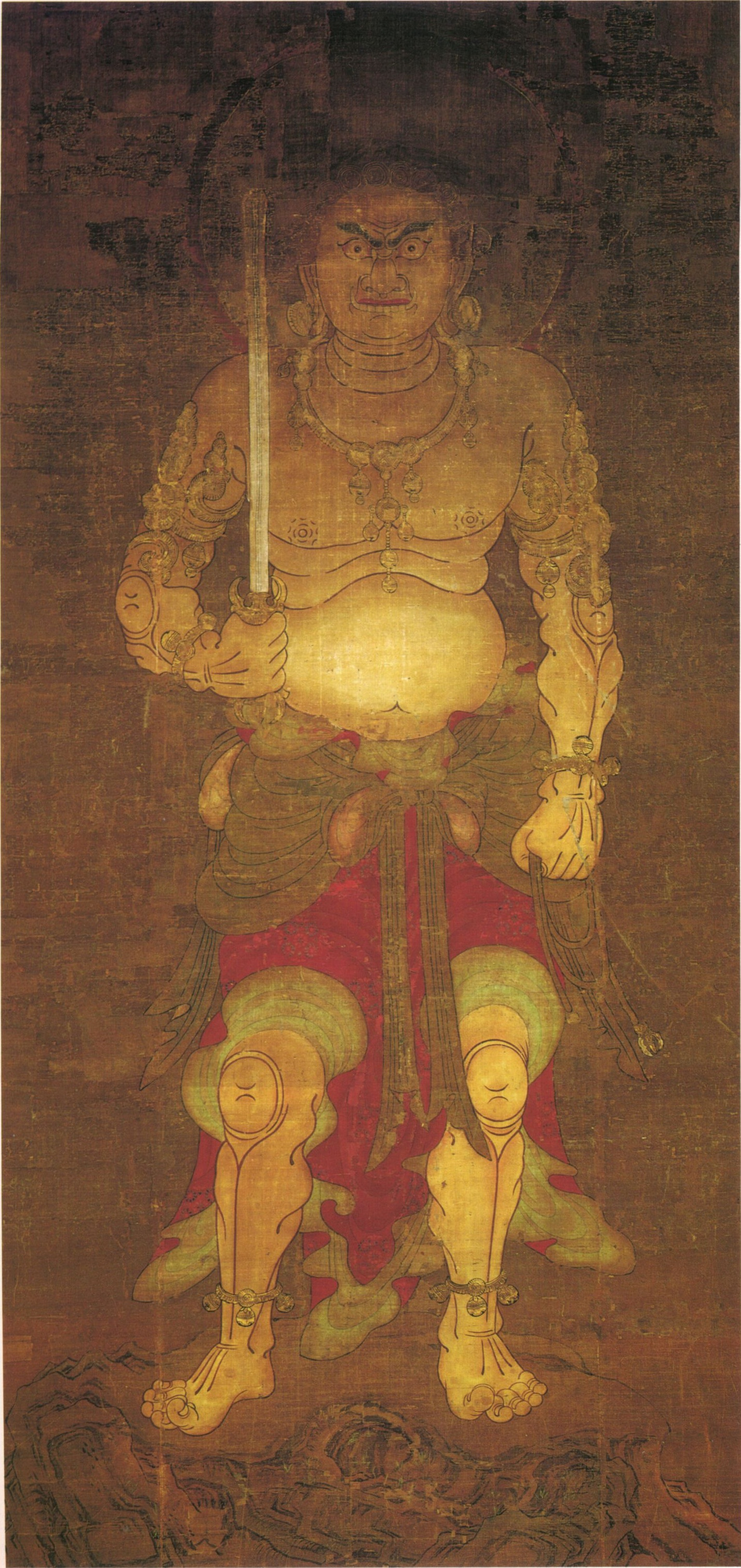
黄不動・曼殊院蔵
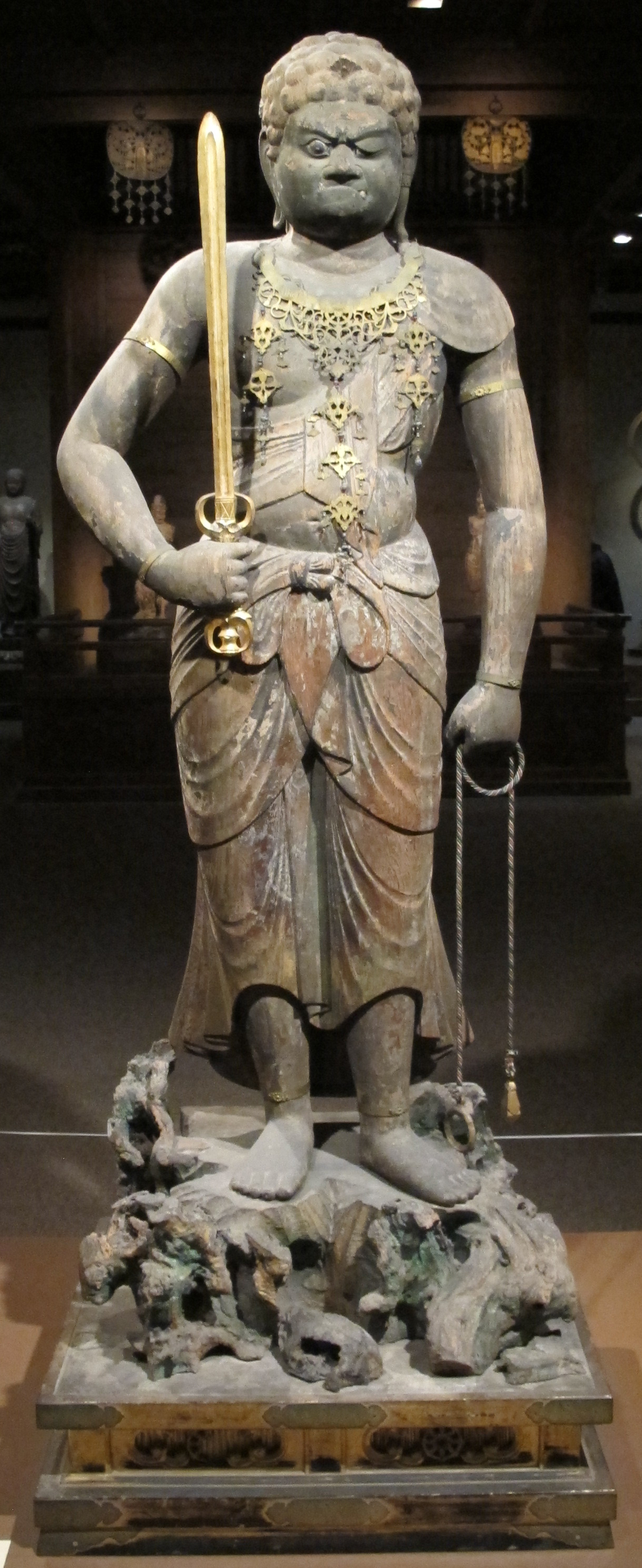
木造不動明王立像 （平安時代後期） メトロポリタン美術館蔵 （京都府南丹市、九品寺伝来） 利剣と羂索を持ち、天地眼、牙上下出とする。

## 不動明王を祀る主な日本の寺院
- 宮城・松島瑞巌寺五大堂（秘仏）木造不動明王坐像（五大明王のうち）（平安時代、重要文化財）
- 福島・大正寺（中野不動尊）日本三大不動尊のひとつ。
- 栃木・三毳不動尊
- 茨城・真浄寺（牛久不動尊）木造不動明王立像
- 埼玉・總願寺（不動ヶ岡不動尊）
- 埼玉・狭山山不動寺（狭山不動尊）
- 栃木・寺岡山元三大師（寺岡山薬師寺）前身は聖徳太子の命よって建立され、『下野八薬師』と称されていたと伝えられている。
- 千葉・成田山新勝寺　木造不動明王及二童子像（鎌倉時代の後期 13世紀から14世紀の作、作者は不詳、重要文化財[26][27][28]）。
- 千葉・弘行寺（長生不動尊）木造不動明王立像（平安時代）
- 東京・瀧泉寺（目黒不動尊）
- 東京・薬研堀不動院　江戸期より江戸三大不動と称されており、現在は川崎大師別院
- 東京・金剛寺（高幡不動尊）　木造不動明王二童子像（平安時代、重要文化財）
- 神奈川・大山寺　鉄造不動明王二童子像（鎌倉時代、重要文化財）
- 長野・米子瀧山不動寺（米子不動尊）上杉謙信公念持仏・米子不動尊本坊（里堂）より12キロ奥に開山地である国指定名勝米子大瀑布があり、そこに江戸中期再建の奥之院本堂が建つ。
- 愛知・成田山名古屋別院大聖寺
- 富山・日石寺　不動明王坐像（凝灰岩磨崖）（平安時代、重要文化財）
- 石川・倶利迦羅不動寺奥之院　俱利伽羅不動明王　（伝 不空三蔵作）
- 石川・倶利迦羅不動寺本堂　俱利伽羅不動明王　（伝 弘法大師作）
- 福井・圓照寺　木造不動明王立像（平安時代、重要文化財）
- 滋賀・延暦寺　木造不動明王立像（鎌倉時代、重要文化財）
- 滋賀・石山寺　木造不動明王坐像（平安時代、重要文化財）
- 滋賀・西明寺　木造不動明王立像（平安時代、重要文化財）
- 京都・教王護国寺講堂　木造不動明王坐像（五大明王のうち）（平安時代、国宝）
- 京都・教王護国寺御影堂　木造不動明王坐像（平安時代、国宝　秘仏）
- 京都・鹿苑寺（金閣寺）　石造不動明王像
- 京都・同聚院（東福寺塔頭）　木造不動明王坐像（平安時代、重要文化財）
- 奈良・東大寺旧法華堂　木造不動明王二童子像（南北朝時代、重要文化財）
- 奈良・新薬師寺　木造不動明王二童子像（平安時代、重要文化財）
- 奈良・唐招提寺　木造不動明王像（江戸時代、重要文化財）
- 奈良・長谷寺　木造不動明王坐像（平安時代、重要文化財）
- 大阪・観心寺　木造不動明王坐像（南北朝時代、重要文化財）
- 大阪・築港高野山　石造不動尊明王坐像
- 大阪・瀧谷不動明王寺　木造不動明王二童子像（平安時代、重要文化財）
- 和歌山・高野山霊宝館　木造不動明王立像　（平安時代、重要文化財、金剛峯寺）
- 和歌山・金剛峯寺護摩堂　木造不動明王坐像　（鎌倉時代、重要文化財）
- 和歌山・高野山南院　木造不動明王立像（波切不動）（平安時代、重要文化財）
- 兵庫・明王寺　不動明王坐像
- 兵庫・神呪寺　木造不動明王坐像　（平安時代、重要文化財）
- 岡山・由加山蓮台寺 不動明王坐像　（世界最大）（平成時代）
- 鳥取・不動院岩屋堂　木造不動明王像　（黒皮不動）（伝平安時代）
- 香川・成田山聖代寺　不動明王坐像　（世界最大）（平成時代）
- 佐賀・密厳山誕生院　木造不動明王坐像  (錐鑽身代不動)
- 熊本・天台宗・雁回山長寿寺　木造不動明王像(金錦不動、火伏不動、水引不動)(伝延暦年間782 - 805)
- 沖縄・安国寺　木造不動明王像
- 全国・成田山　大本山を真言宗智山派成田山新勝寺とし全国各地にみられる。

### 三不動
- 黄不動－滋賀・園城寺（三井寺）蔵　絹本着色不動明王像（国宝）
- 青不動－京都・青蓮院蔵　絹本着色不動明王二童子像（国宝）
- 赤不動－和歌山・高野山明王院蔵　絹本着色不動明王二童子像（重要文化財）

他説もある。特に広辞苑等では「三不動」として以下の組み合わせが併載されている。
- 目黒不動 - 瀧泉寺
- 目白不動 - 金乗院
- 目赤不動 - 南谷寺

### 五色不動
- 目黒不動 - 瀧泉寺
- 目白不動 - 金乗院
- 目赤不動 - 南谷寺
- 目青不動 - 教学院
- 目黄不動 - 永久寺
- 目黄不動 - 最勝寺

### 種字
- 日蓮宗・法華宗系諸宗派の全寺院。本尊(大曼荼羅御本尊)において、「題目」の右側に「カーン」字が記載されている。門流によっては本堂中央祭壇において、不動明王を含む「大曼荼羅御本尊」勧請の諸仏・諸尊の像を配置する門流もある。

## 関連霊場
- 北海道三十六不動尊霊場
- 東北三十六不動尊霊場
- 北関東三十六不動尊霊場
- 関東三十六不動霊場
- 東海三十六不動尊霊場
- 近畿三十六不動尊霊場
- 四国三十六不動尊霊場
- 九州三十六不動尊霊場